# Sankt Maik
Sankt Maik é uma série de comédia alemã produzida pela UFA Fiction para o canal de televisão RTL desde 2018. Os produtores por detrás da série são Ulrike Leibfried e Sebastian Werninger. O papel principal do encantador vigarista Maik Schäfer, que involuntariamente se torna padre, é desempenhado por Daniel Donskoy. A primeira temporada da comédia de identidade equivocada foi transmitida a partir de 23 de Janeiro de 2018, com o primeiro episódio da segunda temporada a 7 de maio de 2019.
Em fevereiro de 2020, a RTL anunciou que iria produzir uma terceira e última temporada. Os seus oito episódios foram transmitidos a 19 e 26 de agosto de 2021 com 4 episódios cada.
Em Portugal, a série é exibida na RTP2 desde 13 de dezembro de 2021 às 22 horas.

## Enredo
https://www.imdb.com/title/tt6270048/Os irmãos Maik e Kevin Schäfer ganham a vida como ladrões e vigaristas em Berlim. Após um acordo falhado com o gangster Jurek, que lhes deixa 50.000 euros em dívida, Maik decide esconder-se. Para obter dinheiro, disfarça-se de maquinista e rouba aos passageiros de um comboio durante os controlos de bilhetes falsos. Quando é ameaçado de exposição, troca o seu uniforme pela batina de um padre que morreu sem ser notado no seu compartimento. Ele acaba na estação ferroviária da aldeia fictícia de Läuterberg. A governanta da paróquia Maria confunde-o com o novo padre que ela espera e acompanha-o à reitoria da paróquia católica.
Maik fica a saber que a paróquia tem uma monstruosidade incrivelmente valiosa. Ele quer roubá-la para utilizar o produto para pagar as suas dívidas a Jurek, que exerce uma pressão crescente sobre o seu irmão em Berlim. Ele faz vários planos para levar a cabo o roubo, que, no entanto, falham repetidamente devido a uma infeliz combinação de circunstâncias. Quando se descobre que a suposta obra de arte é falsa, o irmão de Maik, Kevin, também vem a Läuterberg. Juntos, os dois tentam encontrar uma nova forma de pagar a sua dívida para com Jurek.
A fim de manter a sua cobertura à medida que os acontecimentos se desenrolam, Maik participa no destino da comunidade como padre e resolve os problemas de uma forma não convencional. A situação é complicada pelo facto de se desenvolver um caso de amor entre Maik e a bonita directora do coro da igreja Eva Hellwarth, que é também uma mulher polícia.
Os acontecimentos chegam a um ponto alto quando o próprio Jurek finalmente chega a Läuterberg. Quando ele se engasga com um amendoim no vicariato, Boris, outro membro de um bando, faz uma aparição. Boris obriga Maik e Kevin a roubar com ele a agência bancária local. Os irmãos continuam por identificar, mas devido ao testemunho de uma funcionária do banco, a agente da polícia Eva Hellwarth consegue identificar Boris. Ao fugir, dispara um tiro contra a mulher polícia, mas é interceptado por Maik. Se a Maik sobrevive permanece em aberto no final da primeira época.

## Prémios
- Eyes & Ears Awards
  - 2018: 1º prémio na categoria Melhor Spot de Rádio
  - 2018: 1º prémio na categoria Melhor Campanha do Programa On-Air: Produção Própria de Ficção
  - 2018: 2º prémio na categoria Melhor Spot do Programa On-Air: Ficção Produção própria

## Outras páginas
- Sankt Maik no Internet Movie Database